# Earl Eastwood
Earl Eastwood   (Hamilton, 2 de novembre de 1905 - Hamilton, 4 de juliol de 1968) va ser un remer canadenc que va competir durant les dècades de 1920 i 1930.
El 1932 va prendre part en els Jocs Olímpics de Los Angeles, on guanyà la medalla de bronze en la competició del vuit amb timoner del programa de rem.
En el seu palmarès també destaca una medalla de bronze en la prova vuit amb timoner als Jocs de l'Imperi Britànic de 1930.